# Ed-Borgviks församling
Ed-Borgviks församling är en församling i Grums pastorat i Södra Värmlands kontrakt i Karlstads stift. Församlingen ligger i Grums kommun i Värmlands län.

## Administrativ historik
Församlingen bildades 2010 genom sammanslagning av Eds församling och Borgviks församling och utgjorde till 2011 ett eget pastorat för att från 2011 vara annexförsamling i pastoratet Grums, Värmskog och Ed-Borgvik.

## Externa länkar

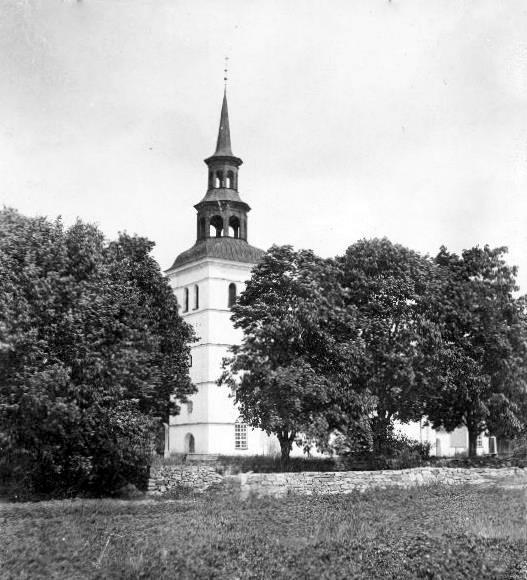
Borgviks kyrka 1900.

## Kyrkor
- Borgviks kyrka
- Eds kyrka